# Йохан Леополд Донат фон Траутзон
Йохан Леополд Донат фон Траутзон (на немски: Johann Leopold Donat von Trautson; * 2 май 1659, Виена; † 18 октомври 1724, Санкт Пьолтен) е 1. княз на Траутзон в Долна Австрия, държавник и дворцов служител, възпитател, кемерер на император Йозеф I. Той също е имперски граф на Фалкенщайн, фрайхер на Шпрехенщайн и Шрофенщайн.

## Живот
Той е третият син на граф Йохан Франц фон Траутзон (1609 – 1663), граф на Фалкенщайн, и третата му съпруга фрайин Маргарета фон Рапах (1621 – 1705). Братята му са Ернст (1633 – 1702), княжески епископ на Виена, и дипломата Паул Сикст V (1635 – 1678).
През 1572 г. император Максимилиан II продава замъка и господството Фалкенщайн в Долна Австрия на своя главен дворцов майстер фрайхер Ханс фон Траутзон.
Йохан Леополд става възпитател на бъдещия император Йозеф I. Когато се възкачва на трона през 1705 г. той прави своя довереник Йохан Леополд на оберстхофмайстер и го назначава в тайната конференция. Император Йозеф I издига Йохан Леополд Траутзон на княз на 19 март 1711 г. До 1712 г. той построява палата Траутзон. Карл VI го прави през 1721 г. отново оберстхофмайстер.
През 1698 г. той става рицар на австрийския Орден на Златното руно.
Със синът му Йохан Вилхелм фон Траутзон фамилията измира по мъжка линия. Наследени са от фон Ауершперг.
- Палат Траутзон във Виена
- Гробът на княз Йохан Леополд Донат в църквата Св. Михаел, Виена

## Фамилия
Йохан Леополд Донат фон Траутзон се жени за графиня Мария Терезия Унгнадин фон Вайсенволф (1678 – 1741). Те имат децата:
- Йохан Вилхелм (* 5 януари 1700; † 31 май 1775), 2. княз на Траутзон, женен за за Терезия Унгнад фон Вайсенволф, файин фон Зонег-Енсег († 1741)
- Кардинал Йохан Йозеф (* 1707; † 1757), княжески епископ на Виена
- Мария Франциска Траутзон фон Фалкенщайн (* 11 август 1708, Виена; † 2/12 април 1761, Виена), омъжена на 7 май 1726 г. за княз Хайнрих Йозеф фон Ауершперг (* 24 юни 1697; † 9 февруари 1783)